# الزينة
الزينة قرية سورية تتبع ناحية مركز مصياف في منطقة مصياف في محافظة حماة. بلغ عدد سكانها 983 نسمة في عام 2004 حسب إحصاء المكتب المركزي للإحصاء.
تقع على الطريق العام مصياف _بانياس. ويتراوح ارتفاعها عن سطح البحر بين 630_750 متراً، تتوسط طبيعة خلابة من جبال وسهول.، ويبلغ ارتفاع الجبل الرئيسي المطل عليها 900 م. عن سطح البحر.
الجغرافيا الطبيعية :
توجد في محيط القرية عدد من الينابيع أغلبها أصبح موسمياً بسبب طول فترة الجفاف. وبعضها الآخر حافظ على تدفقه طيلة أيام السنة سيما النبع الشهير وسط القرية والذي يعتقد أنه قديم جداً بأجرانه المتعددة، أما غابات القرية فهي خلابة. ومن أهم اشجارها البلوط والسنديان والزعرور والخوخ البري والغار والعرعر والصنوبر والقطلب ومن حيوانات هذه الغابات كلُ من الثعالب والذئاب والضباع والسناجب ومن طيورها تجد البلابل والشحرور والسمن والدوري وغيرها,، ولا بد من أن نذكر أمرين اثنين الأول أنه تمت مشاهدة الدب البني السوري في غابات القرية في أوائل سبعينيات القرن المنصرم على حد قول بعض الأهالي، والأمر الآخر. هو أن شجرة العرعر الموجودة في غابات القرية هي أحد أندر الأنواع الموجودة في سورية، ولا يشاطرها فيها سوى غابات منطقة وادي العيون. 

## وصلات خارجية
- الوحدات الإدارية في محافظة حماة